# باشليستوك
باشليستوك (بالإنجليزية: Bächlistock)‏ هو أحد جبال سلسلة جبال الألب البرنية وجزء من القمة الأم فينستيرارون يقع في كانتون برن، سويسرا. يبلغ ارتفاع الجبل حوالي 3247 متر، بينما يبلغ ارتفاع نتوء الجبل 232 متر.